# Terza mano
Con terza mano ci si riferisce a un particolare registro dell'organo.

## Struttura
La terza mano (cosiddetta perché è come se ci fosse anche una mano di un altro organista) è un registro molto comune negli organi italiani del XIX secolo e consiste in un accoppiamento all'ottava realizzato da un meccanismo di collegamento fra i tasti del manuale. Quando la terza mano è inserita, premendo un tasto (di una tastiera) viene automaticamente abbassato anche quello dell'ottava immediatamente superiore (della medesima tastiera), raddoppiando così la melodia nel registro dei soprani. Ha la funzione di rinforzare lo spessore sonoro utilizzando un ulteriore registro aperto.
L'invenzione della terza mano è attribuita a Giuseppe II Serassi (1750-1817), al quale si deve anche l'invenzione della quarta mano, un registro molto più raro, che produce un raddoppio di due ottave. La sua effettiva realizzazione, tuttavia, è da attribuire a suo figlio Carlo (1777-1849).
Il meccanismo di terza mano non va confuso con l'unione.